# Chalime Giourbouz
Chalime Giourbouz (griechisch Χαλιμέ Γκιουρμπούζ, * 19. März 1979, Griechenland) ist eine ehemalige griechische Radrennfahrerin, die im Straßenradsport und Bahnradsport aktiv war.
2001 und 2002 wurde Chalime Giourbouz griechische Meisterin im Einzelzeitfahren. 2002 startete sie bei den Straßenweltmeisterschaften: Im Zeitfahren belegte sie Platz 42, das Straßenrennen konnte sie nicht beenden. 2004 errang sie den nationalen Titel in der Einerverfolgung auf der Bahn.

## Erfolge

### Straße
2001
- Griechische Meisterin – Einzelzeitfahren

2002
- Griechische Meisterin – Einzelzeitfahren

### Bahn
2004
- Griechische Meisterin – Einerverfolgung